# Clemens Theobert Schedler
Clemens Theobert Schedler (* 15. April 1962 in Gräfelfing bei München) ist ein österreichischer Grafikdesigner, Typograf und Buchgestalter. Seit vielen Jahren ist er auch als gefragter Moderator und Redner auf Tagungen und Symposien unterwegs.

## Leben und Werk
Aufgewachsen ist er in Vorarlberg, Österreich. 1982 studierte er ein Jahr Kunstgeschichte in Salzburg. 1983 zog er nach Wien und besuchte vier Jahre die Fachschule für Gebrauchsgrafik an der Höheren Graphischen Bundes-Lehr- und Versuchsanstalt, einer berufsbildenden Schule. Ab 1987 war er freier Mitarbeiter im Grafikbüro von Walter Bohatsch und bei den Werbeagenturen Demner & Merlicek und DDB Needham Heye & Partner. 1993 gründete er zusammen mit Walter Bohatsch die Bohatsch und Schedler GmbH. 1996 trennten sich die beiden. Seit 1997 betreibt er sein eigenes Büro für konkrete Gestaltung.

### Corporate Design
Im Bereich Corporate Design (CD) entwickelte und gestaltete er für namhafte Institutionen und Büros die CD Basiselemente, Geschäftsausstattungen, Publikationen und Kommunikationsmedien: Architekt Peter Zumthor, Architekt Michael Loudon, Hotel Therme Vals, Schloss Schönbrunn Kultur- und Betriebsgesellschaft mbH, Kunsthaus Bregenz, KWF Kärntner Wirtschaftsförderungs Fonds, Lakeside Science & Technology Park in Klagenfurt, vai Vorarlberger Architektur Institut, Design-Austria Berufsverband der Grafik-Designer, Illustratoren und Produkt-Designer Österreichs.
2003 nahm Schedler am Designwettbewerb für die Kieler Woche teil, der „Olympiade für Grafiker“. Er gewann nicht nur den Kieler Corporate-Design-Wettbewerb, für das Plakat der Kieler Woche erhielt er auch den Preis für das beste Wirtschaftsplakat in Deutschland 2003.

### Buchgestaltung
Die Buchreihe Landschaft des Wissens stellt beispielhafte europäische Projekte zu ökonomischen Strategien für den ländlichen Raum vor. Schedler fungiert hier als Initiator, Mitherausgeber und Gestalter. 2005 erschien der erste Band Strategien des Handwerks, 2006 folgte der zweite Band Wissen schafft Unternehmen. Für seine Buchgestaltung erhielt er 2005 den Staatspreis Die schönsten Bücher Österreichs 2005 und die Silbermedaille im Wettbewerb der Schönsten Bücher aus aller Welt.

### Moderation
Von 2008 bis 2016 moderierte er VLOW! – Festival im Zwischenraum Kommunikation, Design und Architektur, veranstaltet von der Kongresskultur Bregenz GmbH. Seit 2011 moderiert er die Symposien der typographischen gesellschaft austria (tga) auf Schloss Raabs und die Typografie-Symposien Typo St. Gallen an der Schule für Gestaltung St. Gallen.
Clemens Theobert Schedler ist Mitglied in der Alliance Graphique Internationale (AGI) und bei Design Austria (DA). Er lebt und arbeitet in Wien.

## Auszeichnungen (Auswahl)
- 2011: Staatspreis Die schönsten Bücher Österreichs 2010
- 2007: Kultur- und Wissenschaftspreis Land Niederösterreich Design – Sonderpreis 2007
- 2006: Silbermedaille Schönste Bücher aus aller Welt, Leipzig[7] und Staatspreis Die schönsten Bücher Österreichs 2005
- 2005: Staatspreis Die schönsten Bücher Österreichs 2004[8]
- 2003: Münchner Plakatjury Bestes Wirtschaftsplakat des Jahres 2003 für Kieler Woche 2003[9]